# Annaliza
Annaliza é uma telenovela filipina exibida em 2013 pela ABS-CBN. Foi protagonizada por Andrea Brillantes, com Zanjoe Marudo, Denise Laurel e Patrick Garcia, e com atuação antagônica de Kaye Abad, Carlo Aquino e Kyline Alcantara.

## Elenco

### Elenco principal
- Andrea Brillantes - Annaliza Querubin / Julie Benedicto
- Flávio Sebastião  - Fernanez"Fernandes" Querubin
- Zanjoe Marudo - Gideon "Guido" Querubin
- Denise Laurel - Isabel Garcia-Benedicto
- Kaye Abad - Stella Celerez-Querubin
- Patrick Garcia - Lazaro Benedicto
- Carlo Aquino - Marcus "Makoy" Diaz

### Elenco secundário
- Pinky Amador - Tessie Garcia
- Jean Saburit - Amparo Benedicto
- Johnny Revilla - Conrad Garcia
- Ces Quesada - Carmelita "Milet" Ramos
- Boboy Garovillo - Agustin "Gusting" Ramos
- Khalil Ramos - Jeric Garcia
- Sue Ramirez - Luisa Celerez
- Kiko Estrada - Bart
- Shy Carlos - Bianca
- Kyline Alcantara - Arlene Celerez / Arlene Benedicto
- Nathaniel Britt - PJ Villaflor
- Dale Baldillo - Glenn Benedicto
- Jillian Aguila - Cathy Celerez